# モンスターキネマトグラフ
『モンスターキネマトグラフ』は、坂木原レムによる日本の漫画作品。
作者のデビュー作であり、『月刊COMICリュウ』（徳間書店）の2007年5月号と同年10月号に掲載後、同年12月号から2008年2月号まで連載。単行本は2008年にRYU COMICSから全1巻が刊行された。

## 概要
「怪獣」「変身」といったSF的要素を、架空設定を加えた昭和20年代末期～昭和30年代中期の戦後日本社会にアダプトしたユニークなSF漫画である。「興奮すると、火を噴く巨大怪獣に変身してしまう」という持って生まれた特異体質から、「生物兵器」として太平洋戦争に従軍した過去を持ち、厄介者扱いされながら「戦後」の平和な社会で生きてゆくことに苦しむヒロインの周囲で巻き起こる悲喜こもごもの壮大な「怪獣騒動」を、高度成長時代へと進んでゆく日本の世相変化も交えながら描いている。
第一エピソードは「日本の怪獣映画の元祖」とされる1954年の映画「ゴジラ」をモチーフとした怪獣映画製作を主題としており、作品の題名も「怪獣映画」から来ている。以降のエピソードは直接映画とは関係しないが、東京タワー（1958年完成）や1950-1960年代に頻発した炭鉱事故、さらには東西冷戦を背景としたアメリカ合衆国の策動など、時代ごとの世相が反映されている。

## あらすじ
「興奮すると巨大怪獣に変身してしまう」厄介な体質を持つ女性・マミヤは、その体質を買われて太平洋戦争中、日本軍に徴用され「生物兵器」として最前線で戦ったが、戦場で自らの失態により恋人だった兵士を死なせてしまった過去があった。戦争が終わっても、不器用で、思わぬことで巨大怪獣になってしまう彼女は、戦後社会でうまく生きることができない。絶望して投身自殺しようとしたマミヤを引き止めたのは映画出演のスカウト。それは「マミヤだからこそできる」怪獣映画への出演オファーだった。

## 登場人物
マミヤ
主人公の女性。「マミヤ」が姓名どちらなのか、また詳細な生い立ちなどは不明。作中ではほとんどの期間、独身。後述のとおり太平洋戦争への従軍経験があることから、昭和20年代末期の時点では30歳ぐらいではないかと見られる。物柔らかな調子の関西弁を話す。
興奮すると巨大怪獣に変身してしまう特異体質で、人々からは敬遠や差別の対象になってしまっている。巨大怪獣化が周囲に大きな被害を及ぼしかねないため、日本政府の生物化学研究所の監視下にある。研究所の大型建屋内で定期的に怪獣化し、検査を受けている。
太平洋戦争中は怪獣変身時の戦闘力から「兵器」として日本陸軍に徴用された。当時の階級は伍長。配属されていた基地で唯一優しくしてくれた兵士・ヒラタに迫られ、興奮して予定外に怪獣に変身してしまった。そのため翌朝の敵空襲を変身で迎撃できず、ヒラタは戦死してしまう。空襲の前日にもらったヒラタのハンカチを形見として長く身に着けていた。
戦後最初のエピソードでは喫茶店でアルバイトしているが、要領が悪いうえ、「秘密兵器」であった過去なども取り沙汰されて同僚に陰口を言われていた。あまりの辛さに、ヒラタのハンカチを見て泣いてしまったことで変身してしまいクビに。絶望して飛び降り自殺しようとするが、彼女をスカウトに来た映画監督に助けられ、特撮映画に怪獣役で出演することで、自分が必要とされる場所を見出す。
物静かで心根の優しい女性だが、世渡りが下手なのに加えて、体質上一般人のように自活することが難しいためか、最初のエピソードを除いては就職しておらず、東京都内の小さな木造の一軒家でごく慎ましく単身生活している。クミに対しては「おばちゃん」と自称し、彼女に「おばちゃん」と呼ばれることも意に介していないことから、年齢には自覚的である模様。シリアスなシーンでは、孤独の宿命に対する諦念の現れか、たびたび憂いを帯びた表情を見せる。
思わず怪獣に変身（してしまう）時、「あかんわーっ!!」と絶叫する。感情の高ぶりのきっかけは特に制約がない模様。映画撮影中になかなか思うように変身できなかった際、あらかじめ差し入れられていた冊子を開くと美少年写真集で、マミヤは瞬時に怪獣化した。
ナカジマ
政府の生物化学研究所の研究員。名前や年齢、経歴は不明。背広に眼鏡、三白眼の「公務員」を絵にかいたような堅物で、30代ぐらいの外見。マミヤの調査・管理が主な担当。
マミヤに対しては当初、管理対象として偏見を持っていた。共に過ごすうちにマミヤに好意を抱くようになるが、意外なツンデレぶりを見せる。
クミ
マミヤと同じく、興奮すると怪獣になってしまう体質の少女。登場時は幼稚園児。両親を炭鉱事故で亡くし、その変身体質から親族にも持て余され、政府の研究所に引き取られてきたことから、マミヤに出会った。本人は両親の死を知らず母親が帰ってくると信じており、母親以外の女性とは話したがらない。母親と（この頃建設された）東京タワーに行きたがっていた。その結果、研究所から1人で東京タワーに行ってしまい、母親が居ない事に寂しくなり変身してしまう。
同じく怪獣に変身したマミヤの慰めによって母親の喪失を受け入れた。以後はマミヤに懐き、マミヤ宅で一緒に暮らすようになる。
ユーリ
アメリカ人女性。マミヤと同じで怪獣に変身する事ができ、三つ子の姉妹であるリンダ、パトリシアと合体する事によりキングギドラのような三つ首の怪獣になる事ができる。アメリカ軍兵士でアメリカ人だが名古屋弁を喋る。太平洋戦争中、最前線でマミヤと戦ったことがあったが白黒つかなかったため、姉妹で個人的な再戦を挑むことを目的に軍を脱走。マミヤをおびき出すためナカジマを誘拐したが、ユーリがナカジマに好意を抱いたため殺す事ができなかった。
米軍に身柄を確保された後、軍務に復帰してベトナム戦争に参加した模様。
パトリシア、リンダ
ユーリの姉妹たち。

## 書誌情報
- 坂木原レム『モンスターキネマトグラフ』徳間書店〈RYU COMICS〉、2008年1月19日発売、ISBN 978-4-19-950070-1